# Штруллендорф
Штруллендорф (нем. Strullendorf) — община  в Германии, в Республике Бавария. 
Подчиняется административному округу Верхняя Франкония. Входит в состав района Бамберг.  Население составляет 7660 человек (на 31 декабря 2010 года). Занимает площадь 31,69 км². Местные регистрационные номера транспортных средств (коды автомобильных номеров) (нем. Kraftfahrzeugkennzeichen) — BA.
Община подразделяется на 8 сельских округов.

## Население
По оценке на 31 декабря 2015 года население общины составляет 7956 чел.
| Дата      | 1840 | 1871 | 1900 | 1925 | 1939 | 1950 | 1961 | 1970 | 1987 | 2011 |
| --------- | ---- | ---- | ---- | ---- | ---- | ---- | ---- | ---- | ---- | ---- |
| Население | 2382 | 2806 | 2588 | 2715 | 2826 | 4062 | 4740 | 5736 | 6489 | 7712 |

| Год       | 1960 | 1970 | 1980 | 1990 | 2000 | 2009 | 2010 | 2011 | 2012 | 2013 | 2014 | 2015 |
| --------- | ---- | ---- | ---- | ---- | ---- | ---- | ---- | ---- | ---- | ---- | ---- | ---- |
| Население | 4695 | 5813 | 6308 | 6973 | 7783 | 7686 | 7660 | 7759 | 7783 | 7807 | 7806 | 7956 |